# Campeonato Uruguaio de Futebol de 2023 – Terceira Divisão
A Terceira Divisão do Campeonato Uruguaio de Futebol de 2023 foi a 5.ª edição da Primera División Amateur, competição masculina entre clubes equivalente à terceira divisão do futebol uruguaio e a 107.ª edição no somatório geral da terceira divisão do Campeonato Uruguaio de Futebol.
O torneio foi organizado e dirigido pela Associação Uruguaia de Futebol (AUF) e concedeu duas vagas para a primeira divisão de 2024. Começou em 10 de junho e terminou e m 22 de outubro de 2023.
O Colón sagrou-se campeão da Primeira Divisão Amadora de 2023 e assegurou a primeira vaga na Segunda Divisão de 2024. A outra vaga foi conquistada pelo vice-campeão do torneio, o Cooper.

## Visão geral
| Nome oficial do campeonato | Campeonato Uruguayo de Primera División Amateur 2023 |
| Organizadora               | Associação Uruguaia de Futebol (AUF)                 |
| Patrocinador               | —                                                    |
| Datas                      | 10 de junho — 22 de outubro de 2023                  |

## Primeira fase

### Grupo A
- Atualização: 13 de agosto de 2023.

| Pos. | Equipes         | Pts. | J  | V | E | D | GP | GC | SG  |
| ---- | --------------- | ---- | -- | - | - | - | -- | -- | --- |
| 1º   | Basáñez         | 24   | 10 | 7 | 3 | 0 | 21 | 5  | 16  |
| 2º   | Bella Italia    | 21   | 10 | 6 | 3 | 1 | 18 | 6  | 12  |
| 3º   | Central Español | 17   | 10 | 5 | 2 | 3 | 22 | 13 | 9   |
| 4º   | Mar de Fondo    | 10   | 10 | 2 | 4 | 4 | 12 | 16 | −4  |
| 5º   | Paysandú        | 6    | 10 | 1 | 3 | 6 | 14 | 18 | −4  |
| 6º   | Los Halcones    | 4    | 10 | 1 | 1 | 8 | 2  | 31 | −29 |

|  | 0Classificados para a segunda fase                             |
|  | 0Classificado para a segunda fase como segundo melhor terceiro |

| Fonte: AUF (em castelhano) — Soccerway (em português) |

### Grupo B
- Atualização: 13 de agosto de 2023.

| Pos. | Equipes            | Pts. | J  | V | E | D | GP | GC | SG  |
| ---- | ------------------ | ---- | -- | - | - | - | -- | -- | --- |
| 1º   | Cooper             | 26   | 10 | 8 | 2 | 0 | 24 | 3  | 21  |
| 2º   | Villa Española     | 19   | 10 | 5 | 4 | 1 | 16 | 9  | 7   |
| 3º   | Deportivo Italiano | 18   | 10 | 6 | 0 | 4 | 15 | 13 | 2   |
| 4º   | Villa Teresa       | 16   | 10 | 5 | 1 | 4 | 17 | 10 | 7   |
| 5º   | Salto              | 5    | 10 | 1 | 2 | 7 | 9  | 22 | −13 |
| 6º   | Parque del Plata   | 1    | 10 | 0 | 1 | 9 | 8  | 32 | −24 |

|  | 0Classificados para a segunda fase                              |
|  | 0Classificado para a segunda fase como primeiro melhor terceiro |

| Fonte: AUF (em castelhano) — Soccerway (em português) |

### Grupo C
- Atualização: 13 de agosto de 2023.

| Pos. | Equipes       | Pts. | J  | V | E | D | GP | GC | SG  |
| ---- | ------------- | ---- | -- | - | - | - | -- | -- | --- |
| 1º   | Rocha         | 22   | 10 | 6 | 4 | 0 | 17 | 6  | 11  |
| 2º   | Durazno       | 18   | 10 | 5 | 3 | 2 | 18 | 6  | 12  |
| 3º   | Canadian      | 16   | 10 | 4 | 4 | 2 | 15 | 10 | 5   |
| 4º   | Huracán Buceo | 11   | 10 | 2 | 5 | 3 | 11 | 12 | −1  |
| 5º   | Huracán       | 7    | 10 | 1 | 4 | 5 | 5  | 11 | −6  |
| 6º   | Alto Perú     | 4    | 10 | 0 | 4 | 6 | 4  | 24 | −20 |

|  | 0Classificados para a segunda fase |

| Fonte: AUF (em castelhano) — Soccerway (em português) |

### Grupo D
- Atualização: 12 de agosto de 2023.

| Pos. | Equipes           | Pts. | J  | V | E | D | GP | GC | SG |
| ---- | ----------------- | ---- | -- | - | - | - | -- | -- | -- |
| 1º   | Colón             | 24   | 10 | 8 | 0 | 2 | 22 | 5  | 17 |
| 2º   | Platense          | 15   | 10 | 4 | 3 | 3 | 10 | 10 | 0  |
| 3º   | Salus             | 12   | 10 | 3 | 3 | 4 | 12 | 13 | −1 |
| 4º   | Artigas           | 12   | 10 | 3 | 3 | 4 | 7  | 10 | −3 |
| 5º   | Deportivo Colonia | 11   | 10 | 3 | 2 | 5 | 6  | 10 | −4 |
| 6º   | Terremoto         | 9    | 10 | 2 | 3 | 5 | 7  | 16 | −9 |

|  | 0Classificados para a segunda fase |

| Fonte: AUF (em castelhano) — Soccerway (em português) |

## Segunda fase
- Atualizado até 22 de outubro de 2023.

| Pos. | Equipes            | Pts. | J | V | E | D | GP | GC | SG  |
| ---- | ------------------ | ---- | - | - | - | - | -- | -- | --- |
| 1º   | Colón              | 19   | 9 | 5 | 4 | 0 | 13 | 5  | 8   |
| 2º   | Basáñez            | 16   | 9 | 5 | 1 | 3 | 13 | 9  | 4   |
| 3º   | Bella Italia       | 16   | 9 | 4 | 4 | 1 | 12 | 9  | 3   |
| 4º   | Cooper             | 16   | 9 | 5 | 1 | 3 | 12 | 10 | 2   |
| 5º   | Villa Española     | 14   | 9 | 4 | 2 | 3 | 16 | 13 | 3   |
| 6º   | Rocha              | 12   | 9 | 3 | 3 | 3 | 13 | 11 | 2   |
| 7º   | Central Español    | 12   | 9 | 3 | 3 | 3 | 9  | 9  | 0   |
| 8º   | Durazno            | 10   | 9 | 3 | 1 | 5 | 12 | 15 | −3  |
| 9º   | Platense           | 5    | 9 | 1 | 2 | 6 | 9  | 17 | −8  |
| 10º  | Deportivo Italiano | 4    | 9 | 1 | 1 | 7 | 5  | 16 | −11 |

| Fonte: AUF (em castelhano) — Soccerway (em português) |

## Classificação geral
- Atualizado até 22 de outubro de 2023.

| Pos | Equipes            | Pts | J  | V  | E | D  | GP | GC | SG  |
| --- | ------------------ | --- | -- | -- | - | -- | -- | -- | --- |
| 1º  | Colón              | 43  | 19 | 13 | 4 | 2  | 35 | 10 | +25 |
| 2º  | Cooper             | 42  | 19 | 13 | 3 | 3  | 36 | 12 | 24  |
| 3º  | Basáñez            | 40  | 19 | 12 | 4 | 3  | 34 | 14 | 20  |
| 4º  | Bella Italia       | 37  | 19 | 10 | 7 | 2  | 30 | 15 | 15  |
| 5º  | Rocha              | 34  | 19 | 9  | 7 | 3  | 30 | 17 | 13  |
| 6º  | Villa Española     | 33  | 19 | 9  | 6 | 4  | 32 | 22 | 10  |
| 7º  | Central Español    | 29  | 19 | 8  | 5 | 6  | 31 | 22 | 9   |
| 8º  | Durazno            | 28  | 19 | 8  | 4 | 7  | 30 | 21 | 9   |
| 9º  | Deportivo Italiano | 22  | 19 | 7  | 1 | 11 | 20 | 29 | −9  |
| 10º | Platense           | 20  | 19 | 5  | 5 | 9  | 19 | 27 | −8  |
| 11º | Villa Teresa       | 16  | 10 | 5  | 1 | 4  | 17 | 10 | 7   |
| 12º | Canadian           | 16  | 10 | 4  | 4 | 2  | 15 | 11 | 4   |
| 13º | Salus              | 12  | 10 | 3  | 3 | 4  | 12 | 13 | −1  |
| 14º | Artigas            | 12  | 10 | 3  | 3 | 4  | 7  | 10 | −3  |
| 15º | Huracán Buceo      | 11  | 10 | 2  | 5 | 3  | 12 | 13 | −1  |
| 16º | Deportivo Colonia  | 11  | 10 | 3  | 2 | 5  | 6  | 10 | −4  |
| 17º | Mar de Fondo       | 10  | 10 | 2  | 4 | 4  | 12 | 16 | −4  |
| 18º | Terremoto          | 9   | 10 | 2  | 3 | 5  | 7  | 16 | −9  |
| 19º | Huracán            | 7   | 10 | 1  | 4 | 5  | 5  | 11 | −6  |
| 20º | Paysandú           | 6   | 10 | 1  | 3 | 6  | 14 | 18 | −4  |
| 21º | Salto              | 5   | 10 | 1  | 2 | 7  | 9  | 22 | −13 |
| 22º | Alto Perú          | 4   | 10 | 0  | 4 | 6  | 4  | 24 | −20 |
| 23º | Los Halcones       | 4   | 10 | 1  | 1 | 8  | 2  | 31 | −29 |
| 24º | Parque del Plata   | 1   | 10 | 0  | 1 | 9  | 8  | 32 | −24 |

|  | 0Campeão da temporada e promovido para a segunda divisão de 2024 |
|  | 0Promovido para a segunda divisão de 2024                        |

| Fonte: AUF (em castelhano) — Soccerway (em português) |

## Premiação
| Primera División Amateur de 2023 Terceira Divisão do Campeonato Uruguaio de Futebol |
| ----------------------------------------------------------------------------------- |
| Colón Fútbol Club Campeão (5° título da terceira divisão)                           |